# 法特哈巴德縣
法特哈巴德縣是印度的一個縣，位於該國北部，由哈里亞納邦負責管轄，面積2,491平方公里，海拔高度162米，2001年人口806,158，人口密度每平方公里324人。

## 外部連結
- Fatehabad district